# Конкакафов шампионат у фудбалу за жене 2014.
Конкакафов шампионат у фудбалу за жене 2014., девето издање Конкафовог квалификационог турнира првенства за жене/златни куп/светско првенство за жене, био је фудбалски турнир за жене који се одржао у Сједињеним Државама између 15. и 26. октобра 2014. године. Турнир је служио као квалификациона утакмица Конкакафа за Светско првенство у фудбалу за жене 2015. Прве три екипе су се директно квалификовале. Четвртопласирани тим пласирао се у плеј-оф против трећепласираног тима Копа Америке у фудбалу за жене 2014.
Квалификације за турнир организовали су Централноамеричка фудбалска унија (УНКАФ) у Централној Америци и Карипска фудбалска унија (КФС) на Карибима и почела је 19. маја 2014.
Сједињене Државе и Мексико су биле слободне до шампионата. Укупно 30 тимова је ушло у квалификације, а Мартиник и Гвадалупе нису имале право на квалификације за Светско првенство јер су само чланови Конкакафа, а не и ФИФА. Према томе, укупно 28 тимова се борило за три директна места плус место у плеј-офу против Конмеболовог Еквадора. Канада није учествовала јер су се већ квалификовали на Светско првенство као домаћини.
Сједињене Државе су у финалу победиле Костарику са 6 : 0 и освојиле своју седму титулу.

## Квалификације

### Северна Америка
Чланови Северноамеричког фудбалског савеза Мексико и САД су се директнопласирале на шампионат. Канада није учествовала јер су се већ квалификовали на Светско првенство као домаћини. 
- Мексико (2010. другопласирани)
- Сједињене Државе (Домаћин, 2010. трећепласираи)

### Централна Америка
Квалификације су одигране од 19. до 25. маја.
- Гватемала (Победник групе 1)
- Костарика (Победник групе 2)

### Кариби
Инаугурални Куп Кариба у фудбалу за жене послужио је као квалификације за шампионат. Четири нације пласирале су се у финале Конкакаф.а Квалификације за Куп Кариба одржане су од 23. маја до 22. јуна. Финале је одиграно у августу 2014. Жреб групне фазе објављен је у априлу 2014.
- Хаити (Другопласирани групе А)
- Јамајка (Победник групе А)
- Мартиник (Другопласирани групе Б)
- Тринидад и Тобаго (Победник групе Б)

## Завршни турнир
Осам екипа је подељено у две групе и играле се свака са сваким. Две најбоље пласиране екипе пласирале су се у полуфинале. Поражени у тим полуфиналима играли су у мечу за треће место, док су се победници суочили у финалу. Три најбоље пласиране екипе квалификовале су се директно на Светско првенство у фудбалу за жене 2015.
Међутим, пошто Мартиник није члан ФИФА, пошто је прекоморски департман Француске Републике, нема право да се квалификује. Током финалног жреба 5. септембра објављено је да Мартиник неће моћи да прође даље од групне фазе, и да ће следећи најбољи тим заузети своје место у полуфиналу ако заврше међу прва два у својој групи.

## Градови и стадиони
Турнир је игран на четири стадиона.
| Вашингтон                         | Бриџвју                           | Канзас Сити       |
| --------------------------------- | --------------------------------- | ----------------- |
| РФК меморијал                     | Тојота парк                       | Спортинг парк     |
| Капацитет: 45.596                 | Капацитет: 20.000                 | Капацитет: 18.467 |
|                                   |                                   |                   |
| ВашингтонЧестерКанзас СитиБриџвју | ВашингтонЧестерКанзас СитиБриџвју | Честер            |
| ВашингтонЧестерКанзас СитиБриџвју | ВашингтонЧестерКанзас СитиБриџвју | Субару парк       |
| ВашингтонЧестерКанзас СитиБриџвју | ВашингтонЧестерКанзас СитиБриџвју | Капацитет: 18.500 |
| ВашингтонЧестерКанзас СитиБриџвју | ВашингтонЧестерКанзас СитиБриџвју |                   |

- Стадион РФК, Тојота парк и Спортинг парк били су домаћини утакмица групне фазе, док је ППЛ парк био домаћин полуфинала, меча за треће место и финала.[10]

## Групна фаза
Тимови су рангирани према количини освојених бодова (3 бода за победу, 1 бод за нерешено, 0 поена за пораз). Ако се изједначени по бодовима, тајбрејкери се примењују следећим редоследом:<реф наме="Регулатионс" />
1. Већи број бодова у мечевима између изједначених тимова.
2. Већа гол-разлика у мечевима између изједначених тимова (ако више од два тима заврше једнако по бодовима).
3. Већи број голова постигнутих у мечевима међу изједначеним екипама (ако више од два тима заврше изједначено по бодовима).
4. Већа гол разлика у свим утакмицама у групи.
5. Већи број постигнутих голова у свим утакмицама у групи.
6. Извлачење жреба.

### Група А
| Pos | Тим               | О | П | Н | И | ГД | ГП | ГР  | Бод. | Qualification |
| --- | ----------------- | - | - | - | - | -- | -- | --- | ---- | ------------- |
| 1   | Сједињене Државе  | 3 | 3 | 0 | 0 | 12 | 0  | +12 | 9    | Нокаут фаза   |
| 2   | Тринидад и Тобаго | 3 | 2 | 0 | 1 | 3  | 2  | +1  | 6    | Нокаут фаза   |
| 3   | Хаити             | 3 | 1 | 0 | 2 | 1  | 7  | −6  | 3    |               |
| 4   | Гватемала         | 3 | 0 | 0 | 3 | 1  | 8  | −7  | 0    |               |

| Гватемала | 0 : 1    | Хаити           |
| --------- | -------- | --------------- |
|           | Извештај | Линдзи Зуло 69’ |

| Сједињене Државе | 1 : 0    | Тринидад и Тобаго |
| ---------------- | -------- | ----------------- |
| Еби Вембак 55’   | Извештај |                   |

| Хаити | 0 : 1    | Тринидад и Тобаго |
| ----- | -------- | ----------------- |
|       | Извештај | Кења Корднер 37’  |

| Сједињене Државе                                                        | 5 : 0    | Гватемала |
| ----------------------------------------------------------------------- | -------- | --------- |
| Тобин Хит 7’, 57’ · Карли Лојд 46’ · Витни Енген 58’ · Меган Рапино 66’ | Извештај |           |

| Тринидад и Тобаго                               | 2 : 1    | Гватемала          |
| ----------------------------------------------- | -------- | ------------------ |
| Кења Корднер 74’ · Мајли Атин Џонсон 83’ (пен.) | Извештај | Мара Монтеросо 90’ |

| Хаити | 0 : 6    | Сједињене Државе                                                                                    |
| ----- | -------- | --------------------------------------------------------------------------------------------------- |
|       | Извештај | Карли Лојд 15’ · Еби Вембак 39’, 61’ · Меган Клингенберг 57’ · Кристен Прес 65’ · Морган Брајан 82’ |

### Група Б
| Pos | Тим       | О | П | Н | И | ГД | ГП | ГР  | Бод. | Qualification |
| --- | --------- | - | - | - | - | -- | -- | --- | ---- | ------------- |
| 1   | Костарика | 3 | 3 | 0 | 0 | 9  | 2  | +7  | 9    | Нокаут фаза   |
| 2   | Мексико   | 3 | 2 | 0 | 1 | 13 | 2  | +11 | 6    | Нокаут фаза   |
| 3   | Јамајка   | 3 | 1 | 0 | 2 | 8  | 5  | +3  | 3    |               |
| 4   | Мартиник  | 3 | 0 | 0 | 3 | 1  | 22 | −21 | 0    |               |

1. ↑  Мартиник није успео да се квалификује даље од групне фазе. Следећи најбољи тим у групи би заузео њихово место да су завршили групну фазу у квалификационој позицији.[11]

| Јамајка                                                                             | 6 : 0    | Мартиник |
| ----------------------------------------------------------------------------------- | -------- | -------- |
| Кристина Мари 2’, 74’ · Шакира Данкан 6’ · Дона-Кај Анри 22’, 77’ · Алекса Ален 71’ | Извештај |          |

| Костарика           | 1 : 0    | Мексико |
| ------------------- | -------- | ------- |
| Каролина Венегас 8’ | Извештај |         |

| Костарика                                        | 2 : 1    | Јамајка           |
| ------------------------------------------------ | -------- | ----------------- |
| Ширли Круз Трања 76’ · Ракел Родригез Седењо 86’ | Извештај | Шакира Данкан 77’ |

| [[Женска фудбалска репрезентација Мартиника {{{altlink2}}}\|Мартиник]] | 0 : 10   | Мексико |
| ---------------------------------------------------------------------- | -------- | --- |
|                                                                        | Извештај | Тања Самарзич 6’ · Луз Дуарте 28’, 49’ · Стефани Мајор 34’ · Јохане Жилу 36’ (а.г.) · Алина Гарсијамендез 40’ · Динора Гарза 58’ · Моника Окампо 75’, 87’ · Тереса Нојола 90+2’ |

| [[Женска фудбалска репрезентација Мартиника {{{altlink2}}}\|Мартиник]] | 1 : 6    | Костарика                                                                                         |
| ---------------------------------------------------------------------- | -------- | ------------------------------------------------------------------------------------------------- |
| Приска Карин 62’                                                       | Извештај | Фабиола Санчез 7’ · Каролина Венегас 25’, 90’ · Венди Акоста 32’ · Ракел Родригез Седењо 81’, 83’ |

| Мексико                                   | 3 : 1    | Јамајка           |
| ----------------------------------------- | -------- | ----------------- |
| Стефани Мајор 29’ · Чарлин Корал 59’, 76’ | Извештај | Дона-Кај Анри 14’ |

## Нокаут фаза
У нокаут фази, ако је утакмица изједначена на крају регуларног времена за игру, играју се продужеци (два периода од по 15 минута) и након тога, ако је потребно, извођење једанаестераца како би се одредио победник. Три најбоља тима су се директно квалификовала за Светско првенство у фудбалу за жене 2015. Четвртопласирани тим пласирао се у плеј-оф против трећепласираног тима Копе Америке у фудбалу за жене 2014.

### Мрежа
|  | Полуфинале         | Полуфинале       |                         |   | Финале | Финале |
|  |                    |                  |                         |   |        |        |
|  | 24. октобар        |                  |                         |   |        |        |
|  |                    |                  |                         |   |        |        |
|  | Костарика (пен.)   | 1 (3)            |                         |   |        |        |
|  | Костарика (пен.)   | 1 (3)            | 26. октобар             |   |        |        |
|  | Тринидад и Тобаго  | 1 (0)            |                         |   |        |        |
|  | Тринидад и Тобаго  | 1 (0)            | Костарика               | 0 |        |        |
|  | 24. октобар        |                  | Костарика               | 0 |        |        |
|  |                    | Сједињене Државе | 6                       |   |        |        |
|  | Сједињене Државе   | Сједињене Државе | 6                       | 3 |        |        |
|  | Сједињене Државе   |                  |                         | 3 |        |        |
|  | Мексико            | 0                |                         |   |        |        |
|  | Мексико            | 0                | Утакмица за треће место |   |        |        |
|  |                    |                  |                         |   |        |        |
|  | 26. октобар        |                  |                         |   |        |        |
|  |                    |                  |                         |   |        |        |
|  | Тринидад и Тобаго  | 2                |                         |   |        |        |
|  | Тринидад и Тобаго  | 2                |                         |   |        |        |
|  | Мексико (п. с. н.) | 4                |                         |   |        |        |

### Полуфинале
Победнице су се квалификовале за Светско првенство за жене 2015.
| Костарика                                      | 1 : 1 (п. с. н.) | Тринидад и Тобаго                            |
| ---------------------------------------------- | ---------------- | -------------------------------------------- |
| Каролина Венегас 19’                           | Извештај         | Лорин Хачинсон 73’                           |
| Пенали                                         |                  |                                              |
| Катерин Алварадо · Карол Санчез · Венди Акоста | 3–0              | Мејли Атин Џонсон Лорин Хачинсон Марија Шејд |

| Сједињене Државе                             | 3 : 0    | Мексико |
| -------------------------------------------- | -------- | ------- |
| Карли Лојд 6’, 30’ (пен.) · Кристен Прес 56’ | Извештај |         |

### Утакмица за треће место
Победник се квалификовао за Светско првенство у фудбалу за жене 2015. Губитник је ушао у плеј-оф Конмебол–Конкакаф.
| Тринидад и Тобаго                  | 2 : 4 (п. с. н.) | Мексико                                                         |
| ---------------------------------- | ---------------- | --------------------------------------------------------------- |
| Кења Корднер 57’ · Марија Шејд 78’ | Извештај         | Стефани Мајор 24’ · Моника Окампо 79’ · Чарлин Корал 104’, 106’ |

### Финале
| Костарика | 0 : 6    | Сједињене Државе                                               |
| --------- | -------- | -------------------------------------------------------------- |
|           | Извештај | Еби Вамбак 4’, 35’, 41’, 71’ · Карли Лојд 18’ · Сидни Леру 73’ |

## Признања
По завршетку турнира додељене су следећа признања.
| Признање        | Играчица   |
| --------------- | ---------- |
| Златна лопта    | Карли Лојд |
| Златна копачка  | Еби Вембак |
| Златна рукавица | Хоуп Соло  |
| Фер−плеј        | Костарика  |

## Стрелци
7. голова
- Еби Вембак

5. голова
- Карли Лојд

4. гола
- Каролина Венегас
- Чарлин Корал